# Чахловка (село)
Чахловка — село в Шабалинском районе Кировской области России. Входит в состав Черновского сельского поселения.

## География
Село находится в западной части Кировской области, в пределах Волжско-Ветлужской равнины, в подзоне южной тайги, на правом берегу реки Чахловки, на расстоянии приблизительно 28 километров (по прямой) к северо-востоку от Ленинского, административного центра района. Абсолютная высота — 153 метра над уровнем моря.
Климат
Климат характеризуется как континентальный, с продолжительной холодной снежной зимой и умеренно тёплым коротким летом. Среднегодовая температура — 1,6 °C. Средняя температура воздуха самого холодного месяца (января) составляет −13,8 °C; самого тёплого месяца (июля) — 17,5 °C . Безморозный период длится 89 дней. Годовое количество атмосферных осадков — 721 миллиметр, из которых 454 миллиметра выпадает в тёплый период.

## Население
| 2010 |
| ---- |
| 88   |

Половой состав
По данным Всероссийской переписи населения 2010 года в гендерной структуре населения мужчины составляли 42 %, женщины — соответственно 58 %.
Национальный состав
Согласно результатам переписи 2002 года, в национальной структуре населения русские составляли 95 % из 214 человек.